# Buprestis haemorrhoidalis
Buprestis haemorrhoidalis é uma espécie de insetos coleópteros polífagos pertencente à família Buprestidae.
A autoridade científica da espécie é Herbst, tendo sido descrita no ano de 1780.
Trata-se de uma espécie presente no território português.